# ميخائيل سفوبودا
ميخائيل سفوبودا (بالألمانية: Michael Svoboda)‏ هو لاعب كرة قدم نمساوي، ولد في 15 أكتوبر 1998 في فيينا في النمسا. لعب مع SV Schwechat ‏.

## وصلات خارجية
- ميخائيل سفوبودا على موقع قاعدة بيانات كرة القدم.إي يو (الإنجليزية)
- ميخائيل سفوبودا على موقع Soccerway.com (الإنجليزية)
- ميخائيل سفوبودا على موقع عالم كرة القدم.نت (الإنجليزية)